# كينيث قود
كينيث قود (بالإنجليزية: Kenneth Good)‏ هو عالم إنسان أمريكي، ولد في 4 سبتمبر 1942.